# Verhaltensökologie
|  | Dieser Artikel wurde aufgrund von formalen oder inhaltlichen Mängeln in der Qualitätssicherung Biologie zur Verbesserung eingetragen. Dies geschieht, um die Qualität der Biologie-Artikel auf ein akzeptables Niveau zu bringen. Bitte hilf mit, diesen Artikel zu verbessern! Artikel, die nicht signifikant verbessert werden, können gegebenenfalls gelöscht werden. Lies dazu auch die näheren Informationen in den Mindestanforderungen an Biologie-Artikel. |

Die Verhaltensökologie kann innerhalb der Biologie als jüngster Zweig der Evolutionsforschung betrachtet werden. Sie untersucht im weitesten Sinne die Wechselwirkungen von Verhalten und Umweltfaktoren. Kern aller verhaltensökologischen Forschungsansätze ist die Gewissheit, dass ökologische Faktoren sich zwingend im Verhalten der Tiere niederschlagen (und in der Folge in deren Erbanlagen), da nur so das Überleben der Individuen und deren Fortpflanzungserfolg erklärbar ist.

## Fragestellungen
Verhaltensökologen beschäftigen sich somit u. a. mit der Klärung der Frage: Wie ist eine heute zu beobachtende Verhaltensweise als Ergebnis der Evolution – durch natürliche Selektion – entstanden? Ferner untersuchen sie, welche Rolle ein bestimmtes Verhalten in einer bestimmten Umwelt für das Überleben der Individuen und für deren Vermehrung bzw. für die Ausbreitung ihrer Art spielt. Hervorzuheben ist in diesem Zusammenhang, dass diese Art der Fragestellung weder primär darauf abzielt, innere Mechanismen („Instinkte“; vergl. Instinkttheorie) zu analysieren noch die für das Verhalten bedeutsamen Gene (vergl. Genetik) zu beschreiben; die Verhaltensökologie untersucht vielmehr die Evolution des Verhaltens im ökologischen Zusammenhang und – ganz allgemein formuliert – die Anpassung der Lebewesen an ihre Umwelt.
Als „angepasst“ wird dabei ein genetisch bedingtes Merkmal bezeichnet, das dem Träger dieser Eigenschaft eine vergleichsweise hohe biologische Fitness (Fortpflanzungs- und Überlebenschance) ermöglicht. Um dies zu verstehen, müssen die genetischen und physiologischen Grundlagen eines Merkmals sowie seine Beeinflussung durch Umweltfaktoren analysiert werden. Die Verhaltensökologie ist somit ein interdisziplinäres Forschungsgebiet an der Schnittstelle von Verhaltensbiologie, Ökologie, Evolutionsbiologie, Genetik, Physiologie und Populationsbiologie. Sie hat in dieser Funktion äußerst erfolgreich dazu beigetragen, ein übergreifendes Verständnis der evolutionären Wurzeln der Vielfalt von Organismen auf unserem Planeten zu ermöglichen. In der Primatenforschung entsteht aus ihr eine nach den Gruppenstrukturen fragende Sozialökologie.
Verhaltensökologische Forschungsergebnisse sind aber auch für angewandte Bereiche wie Naturschutz oder biologische Schädlingsbekämpfung und auch für die Medizin von zunehmender Bedeutung. Unter den vielfältigen eingesetzten Methoden finden sich Verhaltensbeobachtungen im Freiland und im Labor, Experimente, mathematische Modelle, immunologische Methoden und auch Vaterschaftsbestimmungen mittels „DNA-Fingerprinting“.
Typische Fragestellungen von Verhaltensökologen sind zum Beispiel: Wie finden Tiere ihre Nahrung und welcher Aufwand lohnt sich bei der Nahrungssuche? Nach welchen Kriterien wählen sie ihre Paarungspartner? Gehen monogame Vögel fremd? Warum leben manche Tiere in Gruppen und andere solitär? Wodurch wird die Reviergröße beeinflusst?

## Belege
1. ↑  Verhaltensökologie: Über die Evolution sozialen Verhaltens. Klett-Themendienst Nr. 83, Juni 2018.